# Eurygaster paderewskii
Eurygaster paderewskii är en insektsart som beskrevs av Bliven 1962. Eurygaster paderewskii ingår i släktet Eurygaster och familjen sköldskinnbaggar. Inga underarter finns listade i Catalogue of Life.